# چیل ویلز
چیل ویلز (انگلیسی: Chill Wills؛ ۱۸ ژوئیهٔ ۱۹۰۲ – ۱۵ دسامبر ۱۹۷۸) یک هنرپیشه، و نوازنده اهل ایالات متحده آمریکا بود.
از فیلم‌ها یا برنامه‌های تلویزیونی که وی در آن نقش داشته است می‌توان به غول ، آقای میلیاردر اشاره کرد.